# Улёма
Улёма (тат. — Үләмә́) — река в Татарстане, правый приток реки Свияга.

## География
Длина реки 72 км, площадь бассейна 870 км². Берёт начало северо-западнее бывшей деревни Красные Дворики Тетюшского района Республики Татарстан. Протекает по волнистой равнине, территория водосбора сильно пересечена глубокими оврагами, широкими балками и логами.
Русло сильно извилистое, не разветвлённое, шириной 7—8 м. В реку впадает 29 притоков.

## Гидрография
- Река маловодная. Питание реки смешанное, преимущественно снеговое (87 %)[4]. Распределение стока в течение года неравномерное[4]. Годовой слой стока 123—147 мм, из которых 50-130 мм приходятся на весеннее половодье[4]. Межень устойчивая, низкая 0,39 м³/с в устье[4]. Модули подземного питания колеблются от 0,5 до 3,0 л/с км²[4].
- Вода в реке гидрокарбонатно-сульфатно-кальциевая, повышенной минерализации 500—700 мг/л[4]. Жёсткость от 3,0-6,0 мг-экв/л (умеренно жёсткая) весной, до 6-9 мг-экв/л (жёсткая) в межень[4]. Мутность средняя 2400 г/м³[4].

### Притоки
Объекты по порядку от истока к устью (км от устья: ← левый приток | → правый приток):
- 50 км: → Любимовка
- 39 км: ← Турма
- 10 км: ← Табарка

## Хозяйственное использование
- Река имеет большое хозяйственное значение для данного региона, является важным источником природного водоснабжения предприятий сельского хозяйства.
- Постановлением Совета Министров Татарской Автономной Советской Социалистической Республики от 10 января 1978 г. № 25 и постановлением Кабинета Министров Республики Татарстан от 29 декабря 2005 г. № 644 признана памятником природы регионального значения.

## Интересные факты
В честь Улёмы названы ископаемые терапсиды улемозавры, чьи окаменелости были впервые найдены неподалёку от неё.